# Жуњевиће
Жуњевиће је насељено место града Новог Пазара у Рашком округу. Према попису из 2022. било је 154 становника.Назив села потиче од речи жуња (птица слична детлићу) или пак жуњарица (врста биљке), па би то било место птица жуња или место жуњарице. Од назива села Жуњевића настало је исто име рода, још 1440. године помиње неки трговац Ша(х)ин Жуњевић. У селу постоје остаци црквице (била посвећена Светом Ђорђу) вероватно из XVII века. Познају се и остаци грчког гробља. Под данашњим именом село се помиње 1780. године у свештеничкој исправи, у списку православних села. Почетком XX века један део села био је агалук Сајтарића. Поред доњег дела села води асфалтни пут, а у селу постоји и четворогодишња школа.

## Демографија
| Година       | 1948 | 1953 | 1961 | 1971 | 1981 | 1991 | 2002 | 2011 |
| ------------ | ---- | ---- | ---- | ---- | ---- | ---- | ---- | ---- |
| Становништво | 532  | 584  | 636  | 608  | 428  | 255  | 211  | 363  |

| Етнички састав према попису из 2002.‍ | Етнички састав према попису из 2002.‍ | Етнички састав према попису из 2002.‍ | Етнички састав према попису из 2002.‍ | Етнички састав према попису из 2002.‍ |
| ------------------------------------ | ------------------------------------ | ------------------------------------ | ------------------------------------ | ------------------------------------ |
|                                      |                                      |                                      |                                      |                                      |
| Срби                                 | Срби                                 |                                      | 209                                  | 99,05%                               |
| Мађари                               | Мађари                               |                                      | 1                                    | 0,47%                                |
| непознато                            | непознато                            |                                      | 1                                    | 0,47%                                |

| Година пописа     | 1948. | 1953. | 1961. | 1971. | 1981. | 1991. | 2002. |
| ----------------- | ----- | ----- | ----- | ----- | ----- | ----- | ----- |
| Број домаћинстава | 68    | 73    | 93    | 98    | 88    | 78    | 71    |

| Број чланова      | 1  | 2  | 3  | 4 | 5 | 6 | 7 | 8 | 9 | 10 и више | Просек |
| ----------------- | -- | -- | -- | - | - | - | - | - | - | --------- | ------ |
| Број домаћинстава | 13 | 25 | 14 | 9 | 2 | 2 | 2 | 3 | 0 | 1         | 2,97   |

| Пол    | Укупно | Неожењен/Неудата | Ожењен/Удата | Удовац/Удовица | Разведен/Разведена | Непознато |
| ------ | ------ | ---------------- | ------------ | -------------- | ------------------ | --------- |
| Мушки  | 103    | 43               | 49           | 11             | 0                  | 0         |
| Женски | 80     | 8                | 45           | 26             | 0                  | 1         |
| УКУПНО | 183    | 51               | 94           | 37             | 0                  | 1         |

| Пол    | Укупно                    | Пољопривреда, лов и шумарство | Рибарство                            | Вађење руде и камена | Прерађивачка индустрија       |
| ------ | ------------------------- | ----------------------------- | ------------------------------------ | -------------------- | ----------------------------- |
| Мушки  | 85                        | 64                            | 0                                    | 0                    | 7                             |
| Женски | 45                        | 42                            | 0                                    | 0                    | 1                             |
| УКУПНО | 130                       | 106                           | 0                                    | 0                    | 8                             |
| Пол    | Производња и снабдевање   | Грађевинарство                | Трговина                             | Хотели и ресторани   | Саобраћај, складиштење и везе |
| Мушки  | 1                         | 4                             | 1                                    | 0                    | 0                             |
| Женски | 0                         | 0                             | 0                                    | 0                    | 0                             |
| УКУПНО | 1                         | 4                             | 1                                    | 0                    | 0                             |
| Пол    | Финансијско посредовање   | Некретнине                    | Државна управа и одбрана             | Образовање           | Здравствени и социјални рад   |
| Мушки  | 0                         | 1                             | 2                                    | 0                    | 1                             |
| Женски | 0                         | 1                             | 0                                    | 0                    | 0                             |
| УКУПНО | 0                         | 2                             | 2                                    | 0                    | 1                             |
| Пол    | Остале услужне активности | Приватна домаћинства          | Екстериторијалне организације и тела | Непознато            | Непознато                     |
| Мушки  | 1                         | 0                             | 0                                    | 3                    | 3                             |
| Женски | 0                         | 0                             | 0                                    | 1                    | 1                             |
| УКУПНО | 1                         | 0                             | 0                                    | 4                    | 4                             |